# Jacques Pierre Brissot
Jacques-Pierre Brissot, também conhecido como Brissot de Warville, (Chartres, 15 de janeiro de 1754 - Paris, 31 de outubro de 1793) foi um advogado, escritor, jornalista e político francês notório durante a Revolução Francesa, sendo um dos líderes da facção dos girondinos - também chamada de Brissotinos.

## Carreira
Estudou na Inglaterra, Estados Unidos e Holanda, chegando a Paris em 1774 como advogado, onde envolveu-se em intensa atividade política e literária, frequentando espaços de discussões que envolviam as obras de pensadores iluministas como Voltaire e d'Alembert. Preso na Bastilha em 1784, devido a seus escritos críticos ao absolutismo e à figuras da realeza como a rainha Maria Antonieta, ele então se juntou à comitiva do duque Filipe de Orleães, membro liberal da nobreza francesa, e fundou a Sociedade dos Amigos dos Negros, em 1788, sendo um dos grandes nomes do abolicionismo francês.

## Revolução
Participou da Tomada da Bastilha, em 1789, e embora não tenha sido eleito deputado para os Estados Gerais, desempenhou funções no município de Paris a partir de julho daquele ano, participando dos trabalhos da Assembleia Nacional Constituinte. Com a tentativa de fuga do rei Luís XVI, em 1790, passou a defender efetivamente a proclamação de uma república na França. Em setembro de 1791, foi eleito deputado pelo Sena na Assembleia Nacional Francesa, como membro do Clube Jacobino, onde se destacou como líder dos “Brissotinos” (futuros girondinos), grupo de orientação republicana, liberal, federalista, abolicionista e anticlerical. Com o início das hostilidades internacionais à Revolução, Brissot desempenhou um papel notável na eclosão da guerra contra a Áustria em 1792.

## Convenção
Após a queda de Luís XVI, em 10 de agosto de 1792, foi eleito deputado para a Convenção Nacional, mantendo-se como um dos líderes da "facção da Gironda", grupo agora considerado relativamente moderado, principalmente em relação ao radicalismo da Montanha, seguidores de Robespierre e apoiadores dos sans-culottes. Como líder da Convenção, conseguiu aprovar a igualdade de direitos entre homens brancos e negros livres, além de lutar contra o tráfico de africanos escravizados. Também liderou o esforço de guerra contra as potências monárquicas e tentou evitar a condenação à morte de Luís XVI, sendo derrotado pelos jacobinos radicais.

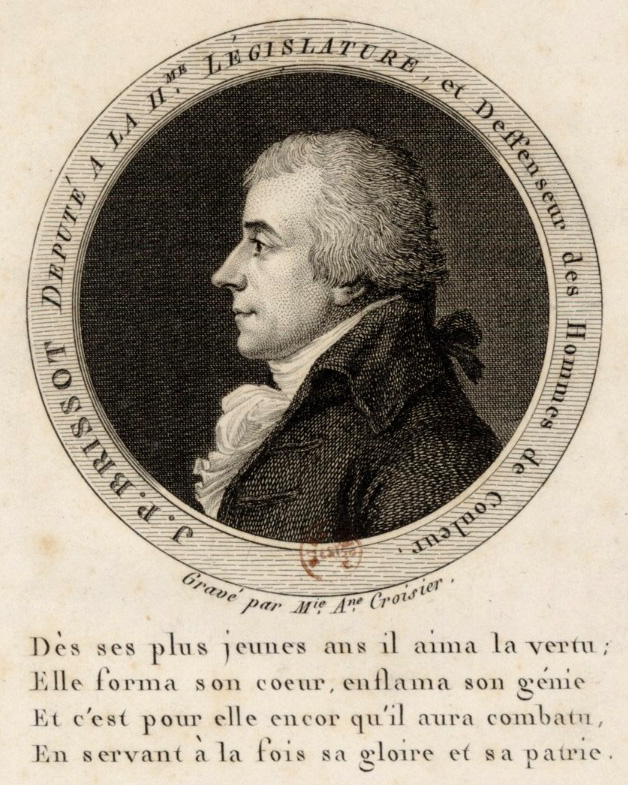
"Brissot, defensor dos homens de cor", gravura do período de 1791-1793.

Em meio a uma profunda crise econômica, que desvalorizava a moeda francesa (o Assignat) e gerava fome na população pobre, e a sua oposição contundente à instauração de um "terror" que controlasse os preços e punisse indiscriminadamente os suspeitos de atos contrarrevolucionários, Brissot e seu grupo foi derrubado pelas jornadas de 31 de maio e 2 de junho de 1793, sendo preso e condenado à morte na guilhotina.

## Posteridade
Brissot foi um dos escritores que mais influenciou o progresso da Revolução Francesa e que mais acelerou seu movimento. Seguidor de Rousseau, seus trabalhos sobre legislação, assim como seus discursos à Assembleia Nacional e à Convenção, marcaram sua dedicação aos grandes princípios da Revolução, como a liberdade econômica, a liberdade religiosa, a abolição da escravidão e a austeridade republicana.